# Kabinetten-Pleven
Frankrijk heeft in de periode 1950 tot 1952 twee kabinetten-Pleven.

## Kabinet-Pleven I (12 juli1950-10 maart1951)
- René Pleven (UDSR) - Président du Conseil (premier)
- Robert Schuman (MRP) - Minister van Buitenlandse Zaken
- Guy Mollet (SFIO) - Minister voor de Raad van Europa
- Jules Moch (SFIO) - Minister van Defensie
- Henri Queuille (PRS) - Minister van Binnenlandse Zaken
- Maurice Petsche (CNI) - Minister van Economische Zaken en Financiën
- Edgar Faure (PRS) - Minister van Begrotingszaken
- Jean-Marie Louvel (MRP) - Minister van Handel en Industrie
- Paul Bacon (MRP) - Minister van Arbeid en Sociale Zekerheid
- René Mayer (PRS) - Minister van Justitie en Grootzegelbewaarder
- Gaston Defferre (SFIO) - Minister van Zeevaart
- Pierre-Olivier Lapie (SFIO) - Minister van Onderwijs
- Louis Jacquinot (CNI) - Minister van Veteranen en Oorlogsslachtoffers
- Pierre Pflimlin (MRP) - Minister van Landbouw
- François Mitterrand (UDSR) - Minister van Franse Overzeese Gebiedsdelen
- Antoine Pinay (CNI) - Minister van Openbare Werken, Transport en Toerisme
- Pierre Schneiter (MRP) - Minister van Volksgezondheid en Bevolking
- Eugène Claudius-Petit (UDSR) - Minister van Wederopbouw en Stedenplanning
- Charles Brune (PRS) - Minister van Posterijen, Telegrafie en Telefonie
- Albert Gazier (SFIO) - Minister van Informatie
- Jean Letourneau (MRP) - Minister voor Relaties met Bevriende Staten
- Paul Giacobbi (RPF) - Minister zonder portefeuille

## Kabinet-Pleven II (11 augustus1951-20 januari1952)
- René Pleven (UDSR) - Président du Conseil (premier)
- Georges Bidault (MRP) - Vicepremier en minister van Defensie
- René Mayer (PRS) - Vicepremier en minister van Financiën en Economische Zaken
- Robert Schuman (MRP) - Minister van Buitenlandse Zaken
- Charles Brune (PRS) - Minister van Binnenlandse Zaken
- Pierre Courant (CNIP) - Minister van Begrotingszaken
- Jean-Marie Louvel (MRP) - Minister van Industrie
- Paul Bacon (MRP) - Minister van Arbeid en Sociale Zekerheid
- Edgar Faure (PRS) - Minister van Justitie en Grootzegelbewaarder
- André Morice (PRS) - Minister van Zeevaart
- André Marie (PRS) - Minister van Onderwijs
- Emmanuel Temple (CNIP) - Minister van Veteranen en Oorlogsslachtoffers
- Paul Antier (CNIP) - Minister van Landbouw
- Louis Jacquinot (CNIP) - Minister van Franse Overzeese Gebiedsdelen
- Antoine Pinay (CNIP) - Minister van Openbare Werken, Transport en Toerisme
- Paul Ribeyre (CNIP) - Minister van Volksgezondheid en Bevolking
- Eugène Claudius-Petit (UDSR) - Minister van Wederopbouw en Stedenplanning
- Joseph Laniel (CNIP) - Minister van Posterijen, Telegrafie en Telefonie
- Robert Buron (MRP) - Minister van Informatie
- Pierre Pflimlin (MRP) - Minister van Handel en Buitenlandse Economische Relaties
- Jean Letourneau (MRP) - Minister van Staat
- Maurice Petsche (CNIP) - Minister van Staat
- Henri Queuille (PRS) - Minister van Staat

Wijzigingen
- 16 september 1951 - Minister van Staat Maurice Petsche (CNIP) sterft.
- 4 oktober 1951 - Joseph Laniel (CNIP) wordt minister van Staat. Roger Duchet (CNIP) volgt Laniel op als minister van PTT.
- 21 november 1951 - Camille Laurens (CNIP) volgt Antier (CNIP) op als minister van Landbouw.